# Rivière des Seize
La rivière des Seize est un affluent de la rivière Gens de Terre, coulant au nord du fleuve Saint-Laurent, dans les territoires non organisés de Lac-Pythonga (canton de Charbonnel) et Cascades-Malignes (canton de Froidevaux), dans la MRC de La Vallée-de-la-Gatineau, dans la région administrative de l’Outaouais (Québec), au Québec, au Canada.
Ce cours d’eau coule entièrement dans une petite vallée en zone forestière, sans villégiature.
La surface de la rivière des Seize est généralement gelée du début décembre jusqu’en début avril.

## Géographie
La rivière des Seize prend sa source à l’embouchure d’un lac des Seize (longueur : 3,0 km ; altitude : 360 m), dans le territoire non organisé de Lac-Pythonga. Ce lac est situé au sud-est du réservoir Cabonga et au nord-ouest du réservoir Baskatong.
L’embouchure du lac de tête est située à 13,1 km au nord-ouest de la confluence de la rivière des Seize, à 84 km au nord-ouest du centre du village de Mont-Laurier et à 2,1 km au sud-est de la Baie Deschênes qui constitue un appendice du lac de l’Écorce lequel fait partie du réservoir Cabonga.
À partir de l’embouchure du lac des Seize, la rivière des Seize coule sur 17,0 km, selon les segments suivants :
- 4,5 km vers le sud-est dans le canton de Charbonnel en traversant le lac des Chasseurs (longueur : km ; altitude : 345 m) sur 3,8 km, jusqu’au barrage à son embouchure ;
- 6,9 km vers l'est en traversant les lac Amnios et Scalpel, jusqu’à la décharge du lac Andelain (venant du nord) ;
- 1,3 km vers le sud-est, jusqu’à la décharge du lac de la Sauterelle (venant de l’est) ;
- 3,8 km vers le sud, puis le sud-est, jusqu’à la limite du canton de Froidevaux ;
- 0,5 km vers l’est, jusqu’à la confluence de la rivière[2].

La rivière des Seize se déverse dans un coude de rivière sur la rive ouest de la rivière Gens de Terre. Cette confluence est située à :
- 15,2 km au nord-ouest de la baie Gens de Terre située à l'ouest du réservoir Baskatong ;
- 175 km au nord du centre-ville de Gatineau ;
- 72 km au nord-ouest du centre-ville de Mont-Laurier.

## Toponymie
Le toponyme rivière des Seize a été officialisé le 5 décembre 1968 à la Commission de toponymie du Québec.